# Песјак
Песјак (грч. Αμμουδάρα, до 1926. грч. Πισιάκοι) је насељено место у општини Рупишта у периферији Западна Македонија, Грчка. Према попису из 2021. године било је 56 становника.
Према бугарском географу и историчару, Василу Канчову, у Песјаку је 1900. године живело 120 Словена хришћана. Македонски историчар Тодор Симовски, 1998. године наводи да је Песјак словенско насеље у процесу хеленизације.